# Ma Dương
Huyện tự trị dân tộc Miêu Ma Dương (chữ Hán giản thể: 麻阳苗族自治县, âm Hán Việt: Ma Dương Miêu tộc Tự trị huyện) là một huyện tự trị thuộc địa cấp thị Hoài Hóa, tỉnh Hồ Nam, Cộng hòa Nhân dân Trung Hoa. Huyện này nằm ở toạ độ 109°24'-110°06' độ kinh đông，27°32'-28°01' độ vĩ bắc. Huyện Ma Dương có diện tích 1561 km2, dân số 370.100 người, trong đó có 320.100 là nông dân. Huyện Ma Dương có GDP năm 11,4 tỷ nhân dân tệ (2004). Về mặt hành chính, huyện này được chia thành 6 trấn, 17 hương, huyện lỵ tại trấn Cao Thôn.
- Trấn: Cao Thôn, Miên Hoà, Nham Môn, Giang Khẩu, Lan Lý và Lư Gia Bình.
- Hương: Tha Xung, Nghiêu Thị, Văn Xương Các, Trường Đàm, Quách Gia Trại, Thạch Dương Tiếu, Thư Gia Thôn, Đại Kiều Giang, Long Gia Bảo, Bản Lật Thụ, Hoà Bình, Hoàng Song, Lan Thôn, Lật Bình, Cốc Đạt Pha, Lục Khê Khẩu

1. ↑  "Bản sao đã lưu trữ". Bản gốc lưu trữ ngày 23 tháng 11 năm 2005. Truy cập ngày 4 tháng 4 năm 2008.